# Legio I Minervia
A Legio I Minervia (legio prima minervia, Minerva-tisztelő I. légió) egy római légió volt, amelyet Domitianus császár alapított 82 körül. Jelvénye Minerva, néha kecskebak volt. 

## Története
Cassius Dio szerint a I Minerviát Domitianus császár alapította. A pontos dátum nem ismert, de feltehetően 82-ben történt, ugyanis a következő év tavaszán hadjáratot indított a germán chattusok ellen. 
Az új légió Germania Inferior provincia központjától, Kölntől egynapi járóföldre, Bonnában (ma Bonn) állomásozott. Az egység teljes neve Legio I Flavia Minervia volt; a Flavius Domitianus családneve volt, Minerva pedig a hozzá legközelebb álló istenség. A 3. századból származó pénzérmék szerint a légió jelvénye is az istennőt ábrázolta, illetve időnként egy kecskebakot (a Bak csillagképet Minerva uralta).
Röviddel megalapítása után új nevet kapott. 89-ben Germania Superior helytartója, Lucius Antonius Saturninus fellázadt, mire a Germania Inferiorban állomásozó légiók (I Minervia, VI Victrix, X Gemina, XXII Primigenia) délre siettek és leverték a felkelést. A császár mindegyik egységet Pia Fidelis Domitiana ("hűséges és lojális Domitianushoz) névvel jutalmazta. Miután a császárt 96-ban meggyilkolták, a légió nevéből elmaradtak a rá utaló jelzők és a teljes neve Legio I Minervia Pia Fidelis lett.

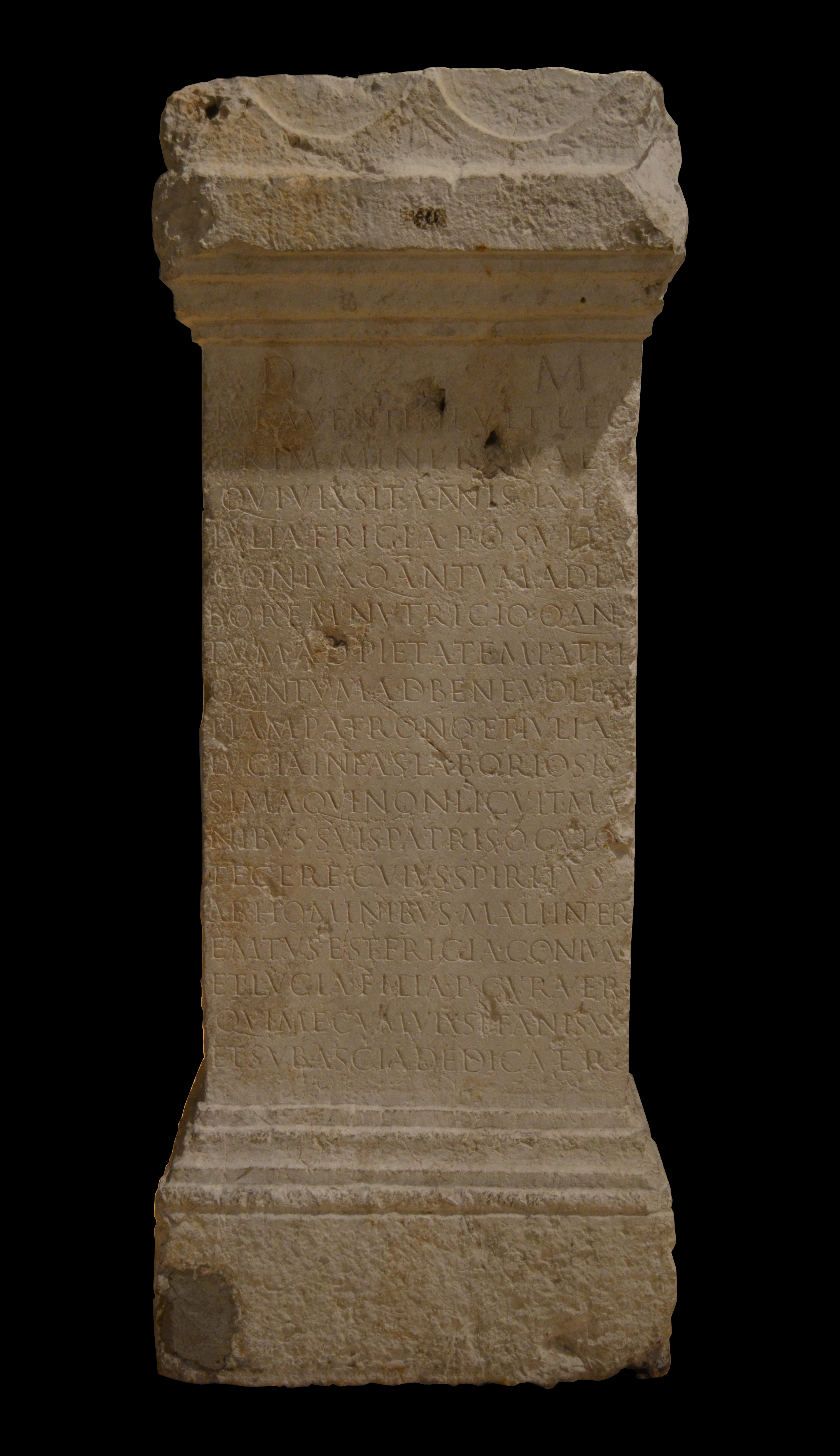
Iulius Aventinus, a Legio I Minervia veteránjának síremléke (Lyon)

Traianus idején részt vett a dákok elleni háborúkban (101-106). Egy felirat tanúsága szerint a VI Victrix-szel és a X Geminával alkotott közös haderőt. A háború vége felé a légió parancsnoka a leendő császár, Hadrianus volt. Az egység jelvénye ma is látható Traianus híres oszlopán. A háború után visszatért a Rajna mellé, bonni táborába. 
A későbbiekben a Traianus által 105-ben alapított XXX Ulpia Victrix vált az I Minervia ikerlégiójává. A 30. légió Xantenben állomásozott és gyakran együttműködött a másik egységgel, feliratok tanúsága szerint építkezési munkálatokban is. Sok esetben egyszerűen csak Germania Inferior hadseregeként (exercitus Germanicus Inferior, rövidítve EXGERINF) említik őket.
Köln közelsége miatt sok legionárius a provincia fővárosában teljesített szolgálatot. A légió egyik centuriója volt a Rajna keleti partján fekvő Divitia (Deutz) erődjének helyőrségparancsnoka. Néhányan beneficariusok voltak, azaz adminisztratív feladatokat láttak el a provinciában és felmentették őket napi katonai kötelességeik alól. Közülük legalább egyet követségbe küldtek a Rajna torkolatánál élő germán cananefates törzshöz.

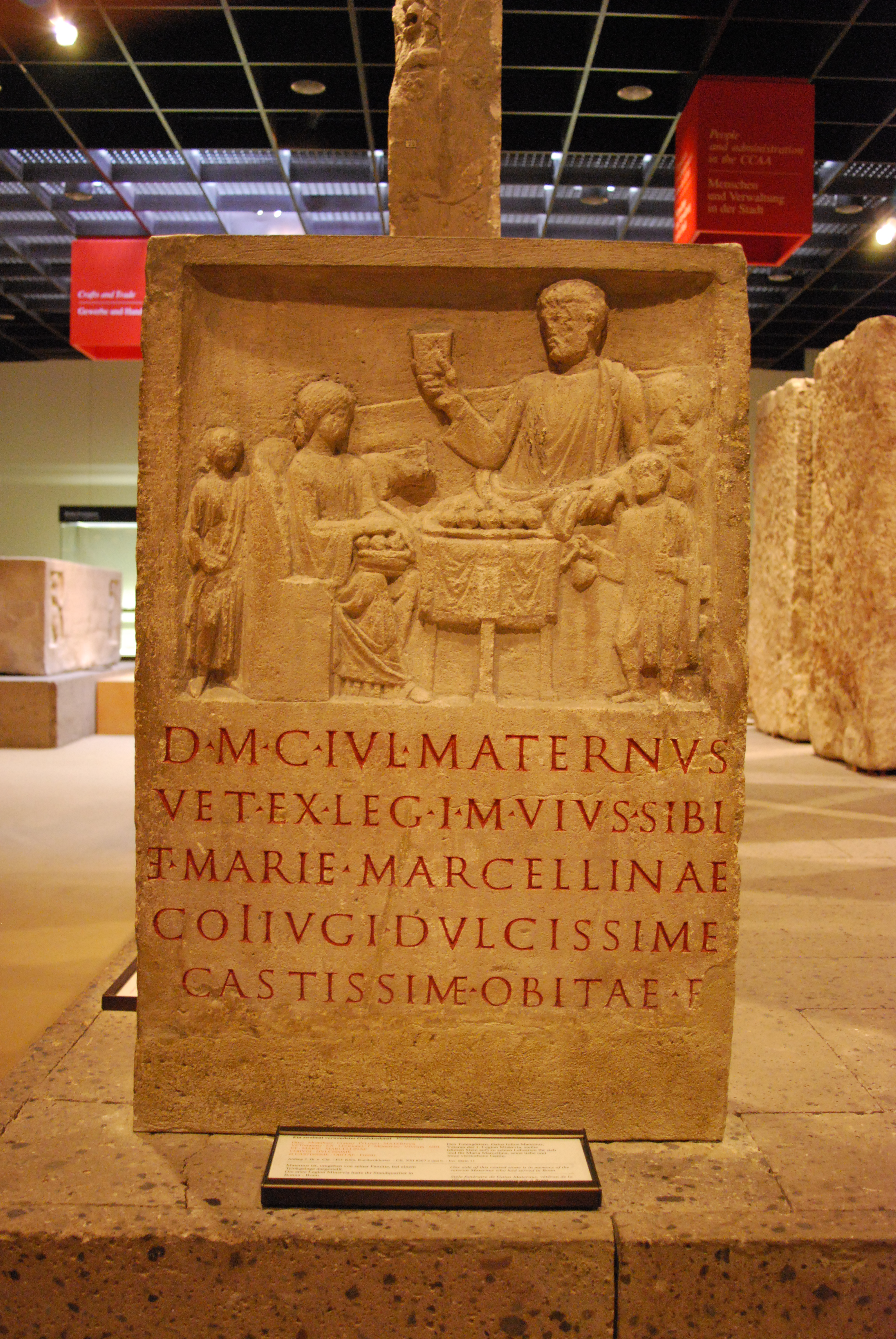
Caius Iulius Maternus, a Legio I. Minervia veteránjának és feleségének síremléke (kölni Római-Germán Múzeum)

A I Minervia pajzsa a Notitia dignitatum szerint

A I Minervia egyes alegységei kőbányákban is dolgoztak, pedig ezt a munkát többnyire rabszolgák végezték. Egy másik alegység az Eifel-hegységben mészégetést végzett. 
Lucius Verus császár idején a 30. légió egyes alegységeivel megerősített I Minervia részt vett a 162-166 közötti pártus hadjáratban. Egy felirat tanúsága szerint a Kaukázusban és a Kaszpi-tenger melletti Albaniában harcoltak. 
165-175 és 178-180 között a légió alegységei (vexillatiói) részt vettek Marcus Aurelius markomannok elleni hadjárataiban. Más vexillatiók Gallia Belgica helytartójának, Didius Iulianusnak chaucusok elleni hadához csatlakoztak. 
A 193-ban kirobbanó polgárháborúban a I Minervia Septimius Severust támogatta és 196-197-ben a tényleges harcokban is részt vett a Clodius Albinust előnyben részesítő légiókkal. A győzedelmes Severus feltehetően megjutalmazta őket, de ennek részleteiről nincsenek adatok. 198-211 között négy germániai légió (köztük a I Minervia) alegységei adták Lyon, Gallia fővárosának helyőrségét.  
Valamikor 211 és 222 között a légió megkapta az Antoniniana melléknevet. Ez Caracallára (211-217) és Heliogabalusra (218-222) is utalhat, bár a második valószínűbb, mert a császár meggyilkolása után a melléknév eltűnt. Egy 231-ben emelt oltáron az egység teljes neve Legio I Minervia Pia Fidelis Severiana Alexandriana, vagyis feltehetően valamilyen szolgálatot tettek Severus Alexander császárnak.
Severus Alexander 235-ös megölése után Maximinus Thrax lett a császár. Lehetséges, hogy ebben a légiónak is volt valamekkora szerepe, mert a neve Legio I Minervia Maximiniana Pia Fidelis Antoninianára változott, vagyis felvette a császár nevét és visszakerült az antoninianusi jelző. Maximinus 238-as meggyilkolása után ezek a melléknevek ismét eltűntek. 
A légió részt vett a 3. század polgárháborúiban és támogatta a 260-274 között fennálló Gall Császárságot. Egy felirat tanúsága között 260 körül a Száva-menti Sirmiumban tartózkodott.
A 4. században továbbra is bonni táborában állomásozott. 351-ben vagy 353-ban a frankok legyőzték a légiót és elpusztították a várost. Néhány évvel később visszatértek, amikor Iulianus leendő császár helyreállította a limest. A későbbiekben hasonló néven létezett egy egység, de az nem a Rajna mentén állomásozott, hanem a birodalom mobilis, bárhol bevethető haderejéhez tartozott.